# 米山宏作
米山 宏作（よねやま こうさく、1937年5月4日 - 2024年5月4日）は、日本の経営者。ヨネックス社長を務めた。新潟県出身。

## 来歴・人物
1956年に長岡商業高等学校を卒業し、1963年1月に米山製作所(のちのヨネックス)に入社した。1967年8月に常務に就任し、1989年6月に専務を経て、1997年6月には社長に就任。2007年6月に会長に就任し、2011年6月から相談役を務めた。
2024年5月4日に死去。87歳没。